# Sông Mỹ Thanh
Sông Mỹ Thanh là một con sông nhỏ tại tỉnh Sóc Trăng.
Sông được bắt đầu từ sông Cổ Cò tại địa phận xã Thạnh Thới Thuận, huyện Trần Đề, chảy theo hướng đông bắc tới địa phận xã Viên Bình đổi sang hướng đông nam và đổ ra biển Đông tại cửa Mỹ Thanh.
Sông có chiều dài khoảng 25 km, làm ranh giới tự nhiên giữa thị xã Vĩnh Châu và huyện Trần Đề.
Sông Mỹ Thanh là con sông tự nhiên lớn nhất tỉnh và là một trong những con sông lớn nhất trong khu vực đồng bằng sông Cửu Long. Nó gần như nằm trọn trong địa phận tỉnh Sóc Trăng, tuy ngắn nhưng khá rộng, chiều rộng trung bình khoảng 200m, đoạn cửa sông chỗ hẹp hơn 100m và chỗ rộng hơn 400m, chiều sâu trung bình 8m, thông thuyền từ 250 – 500 tấn. Sông Mỹ Thanh có 2 nhánh lớn, nhánh Cổ Cò – Nhu Gia – Mỹ Phước; nhánh Bạc Liêu (trước đây có tên gọi là sông Cà Mau). Nhánh Bạc Liêu có 2 chi lưu là rạch Bạc Liêu và rạch Cà Mau; nhánh Cổ Cò có 5 chi lưu là Nhu Gia – Mỹ Phước, Mỹ Phước – Tân Lập – Tân Hưng, Nhu Gia – Chàng Ré, Cái Trầu – Ngã Năm và Cổ Cò – Mỹ Xuyên (4 chi đầu đều nối vào kênh Quản Lộ – Phụng Hiệp).
Chế độ thủy văn của sông Mỹ Thanh chịu ảnh hưởng trực tiếp của chế độ thủy triều biển Đông, nước sông Hậu đổ về và chế độ mưa nội vùng. Sông Mỹ Thanh chỉ có nước ngọt vào mùa mưa, bị xâm nhập mặn trong suốt mùa khô và có chức năng trục tiêu cho canh tác vào mùa mưa và dẫn mặn hầu hết cho diện tích nuôi trồng thủy sản tại các huyện Long Phú, Trần Đề, Mỹ Xuyên và TX. Vĩnh Châu vào mùa khô. Hiện nay, sông Mỹ Thanh đã có hệ thống đê bao ngăn mặn xâm nhập vào nội đồng, nhất là vùng trồng lúa ở Trần Đề và vùng phía Tây Quốc lộ 1…
Sông Mỹ Thanh là một trong những đường giao thông thủy quan trọng, ngoài ra còn đi đến các tỉnh Bạc Liêu, Cà Mau. Cửa sông Mỹ Thanh nằm sát biển và đổ ra cửa biển Trần Đề nên bị ảnh hưởng của triều rất lớn, biên độ của triều chênh lệch nhau khá cao và hiện nay đang bị bồi lắng nên độ sâu trong mùa “kiệt” chỉ khoảng 4 – 5m.
Sông Mỹ Thanh đem lại nguồn lợi kinh tế cho tỉnh Sóc Trăng rất lớn, nhất là kinh tế nông nghiệp, giao thông, du lịch sinh thái và an ninh quốc phòng.